# QV47
La tumba QV47 está situada en el Valle de las Reinas, y se construyó para la princesa Ahmose, hija del faraón Seqenenra Taa y su esposa Sitdjehuti, que murió durante el reinado de Amenhotep I.
El sepulcro fue localizado por John Gardner Wilkinson en 1828, e identificado por Champollion e Ippolito Rosellini en 1829. 
Violada y saqueada en la antigüedad, en la tumba Ernesto Schiaparelli halló durante sus excavaciones de 1903-1905 un rollo de 4 m de tejido de lino de 1,5 m de anchura, en el que está escrito e ilustrado el Libro de los Muertos, que es la copia en rollo más antigua de las encontradas, así como la momia de la princesa y algunos elementos del ajuar funerario descartados por los antiguos ladrones. 

Momia de la princesa Ahmose. Museo Egipcio de Turín.
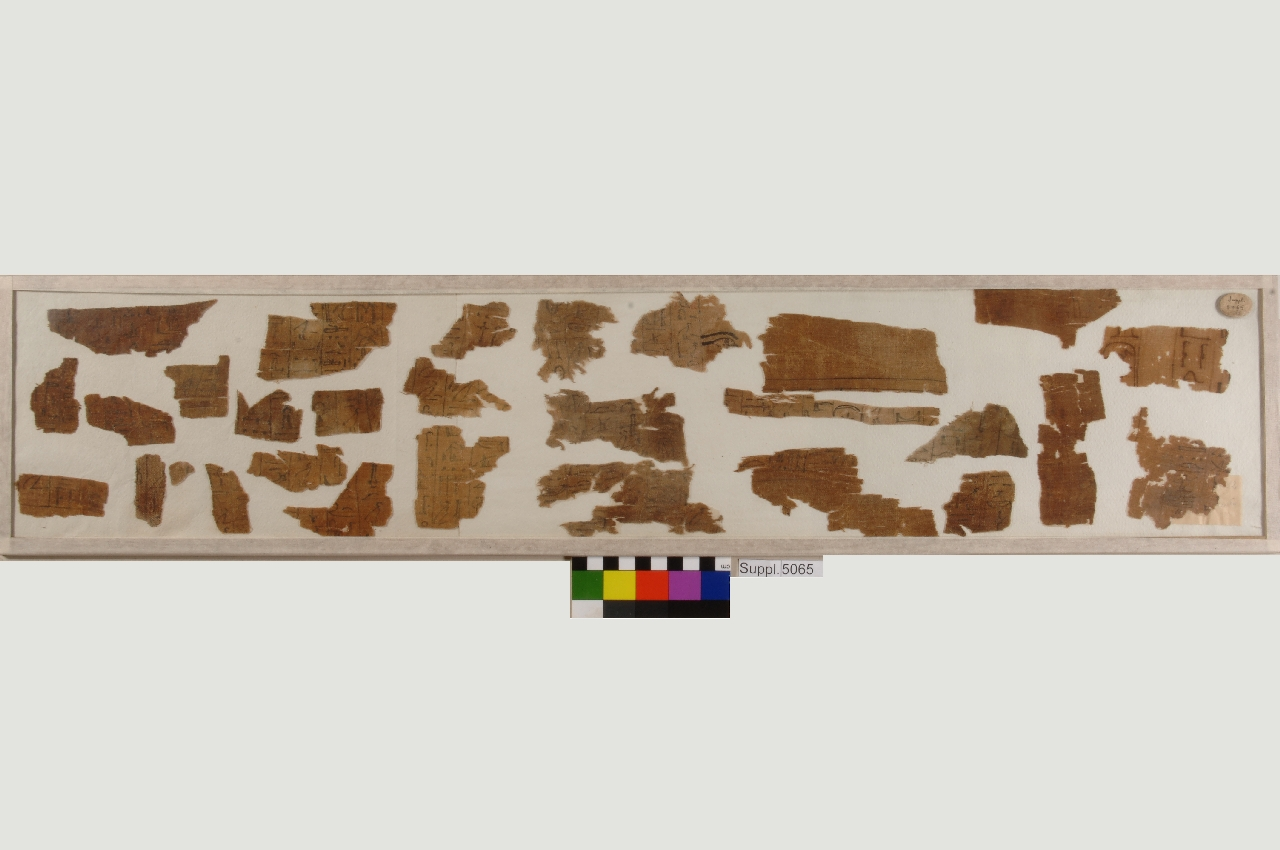
Fragmentos del paño funerario de la princesa Ahmose. Museo Egipcio de Turín.